# 环圈孢属
环圈孢属（学名：Annulispora）是云贵晚三叠世孢粉植物群中的一个属。

## 下属物种
本属包括以下物种：
- Annulispora folliculosa De Jersey, 1959